# Annectacarus longisetosus
Annectacarus longisetosus är en kvalsterart som beskrevs av Bhattacharya, Bhaduri och Dinendra Raychaudhuri 1974. Annectacarus longisetosus ingår i släktet Annectacarus och familjen Lohmanniidae. Inga underarter finns listade i Catalogue of Life.